# Коростенька
Коросте́нька (біл. Каросцінка) — річка в Білорусі, у Лельчицькому районі Гомельської області. Ліва притока Старої Уборті, (басейн Прип'яті).

## Опис
Довжина річки 29 км, похил річки 0,78  м/км, площа басейну водозбору 186  км². Формується багатьма безіменними струмками, загатами та частково каналізована.

## Розташування
Бере початок на північно-західній стороні від Чияне. Спочатку тече переважно на північний захід через Дубровки. Біля села Ветвиця повертає на північний схід, далі тече через Нове Полісся і на північно-східній стороні впадає у річку-старицю Стару Уборть, ліву притоку Уборті.
Населені пункти вздовж берегової смуги: Середні Печі, Ударне.

## Цікавий факт
- Річка межує з національним парком Прип'ятським.[1]